# Werner de Saeger
Werner-Édouard Joseph Louis Augustin Ghislain de Saeger van Nattenhaesdonck (Hasselt, 8 de julio de 1977) es un jurista y teólogo belga francófono de la Universidad de Cambridge y un oficial de reserva del ejército belga. Enseña y analiza la ley religiosa de las tres principales religiones monoteístas: el judaísmo (halajá), el cristianismo (en particular el derecho canónico de la Iglesia católica apostólica romana) y el islam (sharía). Es experto en el enfoque legislativo y política jurisprudencial en relación con los fenómenos religiosos y el extremismo religioso en Europa, Estados Unidos y Oriente Medio.

## Biografía
Werner-Édouard de Saeger van Nattenhaesdonck nació en Hasselt en 1977. Luego fue educado en Genk por un sacerdote católico, el Padre Guillaume Baerts. Después de haber completado un curso de derecho, teología y filosofía en, entre otras, la Universidad Hebrea de Jerusalén, obtuvo una maestría en estudios teológicos en la Universidad de Harvard en 2011, donde se dedicó al estudio de la ortodoxia religiosa, y donde estudió con Bryan Hehir, Harvey Cox, Peter Gomes, Elisabeth Schüssler Fiorenza, Ronald Thiemann, Karen King, y Baber Johansen. En el mismo año 2011, obtuvo un DEA en Estudios Religiosos en la Universidad de Cambridge con el sacerdote católico Alan Brent. 
Anteriormente, en el 2009, se graduó de la Universidad de Leiden en filosofía del derecho, donde estudió con Paul Cliteur, Afshin Elian y Andreas Kinneging. Estudió allí al mismo tiempo que Thierry Baudet. En Leiden, también completó un programa especializado en estudios clásicos y ciencias religiosas con Jürgen Zangenberg y Frits Naerebout.
Previamente, en 2008, se graduó de la Facultad de Derecho Canónico de la Universidad Católica de Lovaina, donde estudió con Rik Torfs.
En 2015, obtuvo el doctorado en derecho defendiendo su tesis en ciencias jurídicas en la Universidad de Bruselas (VUB) sobre el tema de la libertad religiosa en los Estados Unidos, bajo la supervisión de Michel Magits.

## Enseñanza
En 2012 se trasladó a Oxford, donde comenzó a enseñar estudios clásicos y teología en varios colegios universitarios desde octubre de 2013 hasta marzo de 2017. Desde 2015, imparte clases de estudios clásicos en la Universidad de Cambridge, y de 2015 a 2017 fue también profesor en la Universidad Libre de Bruselas (ULB). 
De 2016 a 2018, fundó y dirigió un instituto independiente de investigación y enseñanza en el campus de la Universidad de Bruselas (VUB), centrado en el estudio crítico de la religión. Desde 2016, imparte clases en la Universidad PXL de Hasselt, Bélgica; en septiembre de 2018, impartió el curso de Derecho Europeo, con motivo de la apertura del año académico, a cargo de Carles Puigdemont.

## Actividades de investigación
El profesor de Saeger van Nattenhaesdonck comenzó su investigación académica centrándose en la libertad religiosa. También ha realizado investigaciones sobre el judaísmo ultraortodoxo en Israel (especialmente en Maalot Dafna y Mea Shearim en la ciudad de Jerusalén) y sobre la difusión del cristianismo en la antigüedad tardía. Más tarde, se centró en la antigüedad clásica y también en el desarrollo histórico del Islam. Su principal investigación se centra en los marcos normativos dentro de los cuales viven los creyentes de los tres monoteísmos principales.
A principios de 2011, realizó una investigación en el Archivo Apostólico Vaticano. De 2011 a 2012, fue investigador en la Universidad de París I Panthéon-Sorbonne con una beca de la Fundación Biermans-Lapôtre. Investigaba en las bibliotecas de Santa Genoveva y Santa Barbe.
En 2015, fue investigador en la Biblioteca de Gladstone en el país de Gales, donde recibió la beca de investigación Canon Symonds Memorial Scholarship. También en 2015, y en 2016, fue investigador y becado de la Colección y Biblioteca de Investigación Dumbarton Oaks de la Universidad de Harvard en Washington, D.C.

## Declaraciones
Durante una entrevista en la televisión belga en septiembre de 2012, dijo que Jesús de Nazaret bien podría haber sido un hombre casado.
En un discurso pronunciado en el Senado belga el 23 de febrero de 2016, pronosticó los atentados de Bruselas, afirmando: "La sangre correrá por las calles. La inercia política y la ingenuidad se pagarán con vidas humanas". Pasaron los días, y un mes más tarde, el 22 de marzo de 2016, ocurrirían los atentados terroristas en Bruselas.
En una entrevista en el semanario belga HUMO, dijo en octubre de 2018: "Lo problemático no es la religión extrema, sino la extrema indiferencia de los políticos.” En la misma entrevista, afirma que considera realista que la población musulmana en Bélgica aumente "hasta un 20% y más".

## Funciones militares
El 15 de octubre de 2018, se incorporó al ejército belga como oficial superior de la Reserva.

## Publicaciones
- Constantine, The History Press, 2016[5]
- Spiritual Harvard, 2013